# Lilly Cronwin
Lilly Viktoria Alw, känd under flicknamnet Lilly Cronwin, född 9 oktober 1888 i Göteborgs domkyrkoförsamling, död 3 december 1918 i Göteborgs domkyrkoförsamling, var en svensk skådespelare.
Cronwin filmdebuterade 1916 i Georg af Klerckers Kärleken segrar, och hon kom att medverka i sex filmer.
Lilly Cronwin var dotter till maskinmästaren Martin Johan Carlsson och Lydia Teresia Eugenia Wallensten. Hon gifte sig 1918 med skådespelaren Gabriel Alw, men avled samma år.
Hon är begravd på Östra kyrkogården i Göteborg.

## Filmografi
- 1916 – Kärleken segrar
- 1917 – Löjtnant Galenpanna
- 1917 – Förstadsprästen
- 1917 – Mellan liv och död
- 1917 – Revelj
- 1918 – Storstadsfaror